# 24-й танковый корпус (вермахт)
24-й танковый корпус (нем. XXIV. Panzerkorps) — оперативно-тактическое объединение сухопутных войск нацистской Германии в период Второй мировой войны. Создан 21 июня 1942 года на основе 24-го моторизованного корпуса.

## Боевой путь корпуса
1941
В период со 2 июля по 8 июля 4-я танковая армия участвовала в расстреле 101 комиссара Красной армии, причем основную часть казней произвёл 42-й танковый корпус. На 19 июля было зарегистрировано 172 казней комиссаров. К концу июля группа армий «Север» разместила части 4-й танковой группы к югу и востоку от Нарвы (Эстония). Предполагаемое наступление на Ленинград в условиях местности, относительно подходящей для ведения боевых действий не состоялось, первоочередная задача немецкого высшего командования не была решена, так как группе армий не хватило сил для захвата Ленинграда.
Немецкое командование разработало компромиссное решение — в то время как пехота атакует север с обеих сторон озера Ильмень, танковая группа должна была продвинуться вперёд, насколько возможно. Войска Гёпнер начали наступление 8 августа, но атака натолкнулась на решительную оборону советских войск. Советские контратаки угрожали южному флангу Лееба. В середине августа наступление возобновилось, и концу августа немецкие войска добились успеха, 4-я танковая группа 17 августа захватила Нарву.
29 августа командующий группой армий «Север» фельдмаршал Вильгельм фон Лееб издал приказ о блокаде  Ленинграда в ожидании, что город вскоре будет покинут советской армией. 5 сентября Гитлер приказал 4-й танковой группе Гёпнера и авиационному корпусу переместиться в центр группы армий, чтобы с 15 сентября провести подготовку операции «Тайфун» — штурму Москвы. Лееб возражал и получил отсрочку в переброске мобильных сил, чтобы сделать последний рывок в сторону Ленинграда. 4-я танковая группа была главной атакующей силой, которая достигла некоторого успеха к югу от Невы, но там она натолкнулась на контратаки советских войск, противостоять которым не смогла. 24 сентября группа армий «Север» остановила наступление и передала 4-ю танковую группу группе армий «Центр».
1942
В июне 1942 года корпус был придан 4-й танковой армии из группы армий «Юг» для участия в операции «Блау» во время летнего наступления 1942 года. В июле название корпуса было изменено на 24-й танковый корпус. 8 августа 1942 года «клещи» XIV и XXIV танковых корпусов сомкнулись в районе Калача, и оборонявшиеся на западном берегу Дона части и соединения 62-й армии оказались в окружении.
Во время сражения под Сталинградом, 24-й танковый корпус входил в группу армий «Юг», затем состав группы армий «Б» (образована 9.07.1942). Группе была поставлена цель — закрепиться на Волге, в то время как группа армий «А» была направлена на нефтяные месторождения Кавказа. 4-я танковая армия подошла к Сталинграду с юга, 6-я армия — с запада. Они должны были встретиться под Сталинградом и окружить советские войска — 62-ю и 64-ю армии
4-я танковая армия охраняла внешний периметр Сталинграда, 6-я армия участвовала в битве за захват города. Более двух месяцев 6-я армия была вовлечена в жестокие городские бои, и, хотя она смогла захватить почти 90 % территории города, отдельные очаги сопротивления не позволяли объявить о победе. 31 июля с кавказского направления 4-я танковая армия (командующий генерал-полковник Г. Гот) была снята и направилась на помощь 6-й армии, чтобы усилить наступление ударом с юго-запада и в результате сходящихся ударов овладеть Сталинградом. Войска 64-й армии, отведённые с Дона остановили главные силы 4-й танковой армии 5 августа на подходе к городу. 6-я немецкая армия столкнулась с сильной контратакой советских войск и не смогла встретиться с 4-й танковой армией в течение трех решающих дней, что позволило двум советским армиям вступить в Сталинград. 19 ноября 1942 года Красная Армия начала операцию «Уран», и в результате контрнаступления 6-я армия и 24-й танковый корпус 4-й танковой армии были окружены. 4-я танковая армия пыталась прийти на помощь, но не смогла пробиться и прорвать окружение в ходе операции «Зимняя буря».
1943
В 1943 году — бои на реке Миус, в конце 1943 — бои на Днепре (в районе Киева).
1944
В 1944 году — бои в районе Каменец-Подольского, затем в Карпатах, с ноября 1944 — в Польше.
1945
В 1945 году — на реке Одер, затем в Силезии, в апреле 1945 года — в Чехии.

## Состав корпуса
В июле 1942:
- XXIV танковый корпус:
  - 143-е артиллерийское командование
  - 430-й моторизованный артиллерийский дивизион (100 мм)
  - 191-й дивизион штурмовых орудий
  - 2/40-й моторизованный тяжёлый полевой гаубичный полк (150 мм)
  - 413-й сапёрный полковой штаб
  - 45-й моторизованный сапёрный батальон
  - 577-й мостостроительный батальон
  - 503-й лёгкий (велосипедный) дорожно-строительный батальон
  - 508-й лёгкий (велосипедный) дорожно-строительный батальон
  - 25-й группа Имперской строительной службы
  - 26-й группа Имперской строительной службы
  - 51-й полк реактивных миномётов
  - 52-й полк реактивных миномётов
  - 3-й полк тяжёлых реактивных миномётов
  - 3-я моторизованная дивизия
    - 1/,2/,3/8-й моторизованный полк
    - 1/,2/,3/29-й моторизованный полк
    - 3-й противотанковый дивизион
    - 103-й танковый батальон
    - 53-й мотоциклетный батальон
    - 1/,2/,3/,4/3-й артиллерийский полк
    - 3-й батальон связи
    - 3-й сапёрный батальон
    - Подразделения поддержки дивизии

  - 16-я моторизованная дивизия
    - 1/,2/,3/60-й моторизованный полк
    - 1/,2/,3/156-й моторизованный полк
    - 228-й противотанковый дивизион
    - 116-й танковый батальон
    - 165-й мотоциклетный батальон
    - 1/,2/,3/,4/146-й артиллерийский полк
    - 288-й батальон связи
    - 675-й сапёрный батальон
    - Подразделения поддержки дивизии[5]

В сентябре 1943:
- 10-я моторизованная  дивизия
- 34-я пехотная дивизия
- 57-я пехотная дивизия
- 112-я пехотная дивизия

В августе 1944:
- 10-я пехотная дивизия
- 34-я пехотная дивизия

## Командиры корпуса
- С 21 июня 1942 — генерал танковых войск Вилибальд фрайхерр фон Лангерман унд Эрленкамп
- С 3 октября 1942 — генерал танковых войск Отто фон Кнобельсдорф
- С 30 ноября 1942 — генерал-лейтенант Мартин Вандель
- 20—21 января 1943 — генерал-лейтенант Айбль, Карл
- С 9 февраля 1943 — генерал танковых войск Вальтер Неринг
- С 27 июня 1944 — генерал танковых войск Фриц Хуберт Грезер
- С 20 августа по 22 сентября 1944 года — генерал-лейтенант Максимилиан фон Эдельсхайм (исполняющий обязанности)
- С 15 октября 1944 года по 19 марта 1945 года — генерал танковых войск дер Панцертруппе Вальтер Неринг
- С 19 марта 1945 — генерал-лейтенант Ханс Кельнер
- С 18 апреля 1945 и до окончания 2-й мировой войны — генерал артиллерии Вальтер Хартман